# København Syd Station
København Syd (fra 16. november 2006 og indtil 10. december 2023 Ny Ellebjerg) er en jernbanestation i Valby i København. København Syd er sydlig endestation for S-togene på Ringbanen, station på Køge Bugt-banen - og sydlig endestation for metro M4. Derudover betjener København Syd også togene på højhastighedsbanen (København H-Køge Nord-Ringsted).

## Beskrivelse
København Syd betjener to S-togslinjer, som ikke har sporforbindelse med hinanden på stationen. Ringbanens endestation er spor 11-12 med en midterperron i gadeplan. Den er teknisk set et trinbræt inden for Vigerslev Station. Køge Bugt-banen betjenes af to sideperroner (spor 1-2), som teknisk set er trinbræt på fri bane. De er anlagt på en bro højt over fjernbanens to dobbeltspor. Det ene af disse dobbeltspor er to spor for fjerntog (spor 23-24) med midterperron som en del af Godsforbindelsesbanen fra Vigerslev over København Syd til København H. Denne strækning fungerede som aflastning af den traditionelle strækning via Valby, idet man lod nogle regionaltog køre via København Syd. Efter åbningen af København-Køge-Ringsted-banen betjenes den af regionaltogene på denne.

### Adgangsveje
Hovedadgang til stationen er fra forpladsen mod nord ved Carl Jacobsens Vej, hvor buslinie 7A har endestation. Der er også adgang fra syd fra Ellebjergvej og fra vest fra Følager til perronerne på Køge Bugt-banen, men ikke direkte til Ringbanens og fjerntogenes perroner, hvor man i stedet skal via Køge Bugt-banen. Desuden har perronen for fjerntogene en trappe til Gammel Køge Landevej. Der er hverken stationsbygning eller fast personale. København Syd, Ørestad og Danshøj er sandsynligvis de første og eneste danske jernbaneknudepunkter som er anlagt uden hverken stationsbygning eller fast personale.
Som nævnt er der to sæt dobbeltspor for fjerntog. Det uden perron er Øresundsbanens forbindelse mellem Hvidovre Fjern og Kalvebod (Høje Tåstrup-Kastrup), som benyttes af godstog og siden december 2021 af regionaltog mellem CPH Lufthavn og Slagelse. Her kan man på et senere tidspunkt anlægge sideperroner for banen ved København Syd, så disse regionaltog kan stoppe.
I august 2024 er metroselskabet, ved at anlægge 2 perrroner, som åbner i løbet af 2025, så tog der skal udenom København H, kan standse på spor 21+22, og det vil være muligt at skifte til Metro& S-tog

### Metrotilslutning
København Syd er også endestation på Sydhavnslinjen, der er en forlængelse af metrolinje M4 mellem Københavns Nordhavn (Orientkaj) og København H. Stations-udvidelsen blev åbnet den 22. juni 2024. Den kan eventuelt føres videre til Hvidovre Hospital på et senere tidspunkt. Ved stationen er også reserveret et areal til en evt. forlængelse af metroen til Ring 3 Letbanen. I 2016 blev der indgået en aftale mellem Transportministeriet og Københavns og Frederiksberg kommuner om at metrostationen skal anlægges underjordisk.
Metrostationen er udsmykket med vægge i blå nuancer fra lys himmelblå i toppen til dyb midnatsblå i bunden ved perronerne. Desuden er der et kunstværk i form af et geocentrisk, astronomisk ur, der vil vise et præcist billede af nogle af himmellegemernes aktuelle placering over København Syd. 
En robotarm flytter rundt på magnetiske skiver, der repræsenterer Solen, Månen, planeter, stella nova (Tycho Brahes supernova fra 1572) og Sagittarius A*, det sorte hul i centrum af Mælkevejen. Kunstværket er skabt af den danske kunstner Henrik Plenge Jakobsen.
Ydermere vil der i forbindelse til metrostationen blive opført en fælles, muligvis overdækket terminal for S-tog, fjerntog (herunder den ny perron for Ringstedbanen) og metro, samt en eventuel kommende letbane mod Glostrup. Desuden er den nuværende perron for S-togets linje F (Ringbanen) blevet flyttet cirka 100 meter mod vest for at gøre plads til metrostationen.

## Historie
København Syd er anlagt som knudepunkt mellem Køge Bugt-banen og Ringbanen under navnet Ny Ellebjerg. Det var oprindelig planlagt, at København Syd skulle betjene regionaltogene Roskilde-Høje Tåstrup-Kastrup,[kilde mangler] men de blev indstillet i 2005, før anlæg af stationen gik i gang.
Ringbanen blev indviet 8. januar 2005, men havde først endestation ved Gammel Køge Landevej nogle hundrede meter mod nordvest. Den midlertidige station kaldtes også Ny Ellebjerg og var bygget af genbrugte materialer fra den midlertidige C.F. Richs Vej Station.
Ringbanens perron ved den nuværende København Syd (som Ny Ellebjerg) station åbnede 16. november 2006. Køge Bugt-banens perron åbnede 6. januar 2007, hvor stationen blev officielt indviet. Samme dag blev Ellebjerg Station nedlagt.
Ifølge Banedanmarks prognose før stationens åbning ville der i 2010 være ca. 25.000 rejsende på et hverdagsdøgn, heraf 14.600 på Ringbanen, og af disse villle 8.500 skifte fra Ringbanen til Køgebugtbanen. I DSB's passagertælling fra 2008 havde stationen kun 2857 afrejsende.
I følge Trafikstyrelsen benyttedes stationen i 2010 dagligt af 5.500 passagerer,

### Navneændring til København Syd
Transportministeriet meddelte 28. jan. 2022 at Ny Ellebjerg omdøbes til København Syd inden 2024. Der havde i foråret 2021 været en meningsundersøgelse i Politiken i samarbejde med transportminister Benny Engelbrecht. Det mest populære forslag var "København S".
DSB oplyste at navneskiftet fandt sted 10. december 2023 i forbindelse med køreplansskiftet:
"Ny Ellebjerg bliver til København Syd
I forbindelse med køreplansskiftet søndag den 10. december, skifter Ny Ellebjerg Station navn til København Syd Station. Navneændringen sker i forbindelse med udviklingen af stationen fra et lokalt knudepunkt til et stort knudepunkt for København."

## Busbetjening
Movias buslinje 17 har endestation i en sløjfe nord for stationen med tilkørsel fra Carl Jacobsens Vej.
Movias  1A og 4A kører ad Gammel Køge Landevej vest for stationen.

## Banestrækninger
Fire banestrækninger fra Banedanmarks TIB (Trafikal information om banestrækningen) passerer København Syd.
6. København H - Vigerslev
11. København H / Hvidovre Fjern - Peberholm (uden perron)
850. København H - Køge
880. Vigerslev - Hellerup

## Perroner

### Spor 1
Perronen er beliggende over terræn med adgang ad trapper eller elevatorer. Perronen er en sideperron, som betjener Køgebugtbanens S-tog mod København H, det vil sige linjerne A mod Hillerød og E mod Holte.
Teknisk set er perronen et trinbræt på fri bane på TIB-strækning 850 beliggende mellem Åmarken Station og den tekniske station Bavnehøj.

### Spor 2
Perronen er beliggende over terræn med adgang ad trapper eller elevatorer. Perronen er en sideperron, som betjener Køgebugtbanens S-tog mod Hundige/Solrød Strand/Køge, S-togslinjerne A og E.
Teknisk set er perronen et trinbræt på fri bane på TIB-strækning 850 beliggende mellem den tekniske station Bavnehøj og Åmarken Station.

### Ringbanen
København Syd er endestation for Ringbanen, og dennes perron, spor 11 og 12, er en tungeperron med niveaufri adgang. Perronen betjener S-togslinje F mod Hellerup Station (evt. Klampenborg Station). Ringbanen er TIB strækning 880 Vigerslev - Hellerup. Perronen er teknisk set beliggende på den tekniske station Vigerslev.

### Fjerntogsperronen
I forbindelse med vedtagelsen af en ny jernbane mellem København og Ringsted blev det ligeledes fra politisk side vedtaget at anlægge fjerntogsperroner ved København Syd. Banedanmark vedtog at disse skulle anlægges i forbindelse med KØR-projektet af geografiske årsager. Derved kunne perronerne åbne i december 2013, hvor DSB gik over til ny køreplan (K14).
Fjerntogsperronen er en øperron, beliggende i gadeniveau mellem Ringbanens og Øresundsbanens spor, og har derfor ikke niveaufri adgang.
Fjerntogsperronen betjente indtil 9. december 2017 (det vil sige indtil køreplansskiftet til K18) regionaltog i halvtimesdrift mellem Østerport Station og Roskilde Station/Ringsted Station. Regionaltogene stoppede ved alle mellemstationer og kørtes sædvanligvis med elektriske togsæt kaldet IR4 (litra ER).
Perronen ligger på TIB strækning 6, København H - Vigerslev og er teknisk set beliggende på den tekniske station Vigerslev.
Spor 23 betjente regionaltog mod Østerport og spor 24 betjente regionaltog mod Køge nord / Ringsted og Roskilde/Ringsted.

### Øresundsbanen
Der er ingen perron ved Øresundsbanen (formelt TIB strækning 11, København H / Hvidovre Fjern - Peberholm).
Trafikstyrelsen nævnte i forbindelse med VVM-redegørelsen for København-Ringsted-banen muligheden for på længere sigt at lade fjerntog køre direkte fra København Syd til Kastrup uden om København H.
"Uanset valg af løsning i København-Ringsted projektet vil beslutningen også omfatte bygning af en perron til fjerntog i sporene til/fra København H. Det skaber mulighed for at udvikle København Syd til et trafikalt knudepunkt, hvor regional- og fjernrejsende kan stige om til Ringbanen og Køge Bugt S-banen. Nogle af togene, som ankommer til København Syd, vil på sigt med fordel kunne dirigeres direkte mod Ørestad/Kastrup uden om København H. Denne mulighed understøttes enten ved at være en del af København-Ringsted projektet eller senere også ved at etablere perroner i Øresundssporene."
Banedanmark undersøger for tiden placering af perroner langs Øresundsbanen. Projektforslaget vil kunne færdiggøres efter 2022.  Projektet blev vedtaget i forbindel se med transportforliget i 2021,  Infrastrukturplan 2035.
Anlæggelsen af disse perroner, spor 21 og 22, er pr.  januar 2024 i gang.
De nye perroner forventes at blive klar i 2025.

## Galleri
- Adgang fra Ellebjergvej.
- Bagside og trappe til perron for Køge Bugt-banen (nordgående).
- Perron for Køge Bugt-banen.
- Perron for Køge Bugt-banen.
- Den gamle perron for Ringbanen (nedlagt 2018).
- Den nye perron for Ringbanen. Perronen er blevet flyttet ca. 100 meter længere nede, for at give plads til Sydhavnsmetroen
- Perron for fjerntog set fra Køge Bugt-banens perron.
- Perron for fjerntog.
- Kort over stationen med omgivelser

## Antal rejsende
Ifølge Østtællingen 2008 var udviklingen i antallet af dagligt afrejsende:
| År   | Antal |
| ---- | ----- |
| 2003 |       |
| 2004 |       |
| 2005 |       |
| 2006 |       |
| 2007 | 2.129 |
| 2008 | 2.857 |